# Disko 76
Disko 76 ist eine sechsteilige Miniserie, die seit 28. März 2024 bei RTL+ gezeigt wird. In den Hauptrollen der in den 1970er Jahren in Bochum spielenden Serie sind Luise Aschenbrenner, Jannik Schümann und Jonas Holdenrieder zu sehen.
Regie führten Florian Knittel und Lars Montag.

## Handlung
Bochum 1976. In den Ruhrpott ist die Diskowelle eingerollt. Eine junge Frau namens Doro ist ihrer einengenden Ehe entflohen und genießt die freie, bunte Disko-Welt. Sie verliebt sich in den attraktiven Tänzer Robert, der aus der DDR geflohen ist.
Folge 1
Für Doro läuft im Bochum des Jahres 1976 nicht viel nach ihren Vorstellungen: Ihr biederer Ehemann Matthias kündigt ihren geliebten Job im Kindergarten, weil sich eine Frau seiner Meinung um ihre ehelichen und häuslichen Pflichten kümmern soll und nicht arbeiten muss.
Um seinen dauernden Avancen zu entgehen, gibt sie spontan vor bereits schwanger zu sein. Voller Freude verkündet Matthias kurz darauf der gesamten Familie Doros diese Nachricht. Die Lüge vom baldigen Nachwuchs ist damit in der Welt.
Und als Doro ihren Onkel Helmut beim Tanzen auf einer Familienfeier überstrapaziert, stirbt dieser nach einem Herzanfall.
Den einzigen Lichtblick stellen die Besuche von Tanzabenden in einer amerikanischen Militärbasis dar. Doros selbstbewusste und moderne Schwester Johanna ist mit dem amerikanischen Soldaten Jack befreundet und nimmt sie zu den Partynächten dorthin mit. Doro lernt hier den neuen Disko-Tanzstil kennen. Sie trifft dort auch Robert wieder, eine Zufallsbekanntschaft von der Straße; er legt mit seiner Tanzpartnerin Eli umjubelte Auftritte aufs Disko-Parkett.
Doch auch diese Vergnügungen scheinen ein Ende zu finden: Die Militärführung unterbindet das Tanzvergnügen auf diesem Areal. Doro verlegt die Party daraufhin kurzerhand in die „Gemütliche Ecke“. Ihr Bruder Georg führt diese Kneipe als Nachfolger von Onkel Helmut bisher sehr glücklos. Der Disko-Abend in der Kneipe wird zunächst ein voller Erfolg. Helmuts Witwe Bertha und Tänzer Robert sind ebenfalls begeisterte Gäste der von Doro so getauften „Disko Bochum“.
Doros Vater Gerhard hat jedoch Wind von der Veranstaltung bekommen. Mit einem Gewehr in der Hand macht er aus seiner Abneigung gegenüber solchen Tanzveranstaltungen und der Anwesenheit amerikanischer Soldaten keinen Hehl und bereitet der „Disko Bochum“ erst einmal ein schnelles Ende.
Der konservative Gerhard setzt seine Tochter energisch in seinen Wagen, um sie nach Hause zu ihrem Gatten zu fahren. Doro will die soeben gewonnene Freiheit nicht wieder verlieren. Sie greift ihrem Vater ins Lenkrad und verursacht damit einen Unfall.
Folge 2
Der Unfall geht sowohl für Doro als auch für ihren Vater Gerhard glimpflich aus; Matthias kümmert sich liebevoll um seine Frau Doro, die reuevoll in seine Arme zurückkehrt.
Johanna lässt sich von Jack das Fliegen beibringen. Ihr Ziel ist es, Pilotin zu werden. Doch ihre Bewerbung wird von der Fluggesellschaft nicht ernst genommen. Sie wird jedoch als Stewardess angenommen.
Doro hilft ihrem Bruder Georg in der Kneipe und entdeckt dabei hinter einem Mauerdurchbruch in der Küche eine angrenzende große Halle einer Gießerei, die nie in Betrieb gegangen ist. Doro entwickelt die Vision, darin die „Disko Bochum“ wiederaufleben zu lassen.
Zusammen mit Georg besuchen sie das Panoptikum, eine angesagte Disko in Bochum. Dort wollen sie sich Anregungen holen. Eli und Robert treten im Rahmen eines Tanzwettbewerbs im Panoptikum auf.
Georg sucht zusammen mit seiner schwangeren besten Freundin Alex eine gemeinsame Wohnung. Sie interessieren sich für eine kommune-ähnliche Wohngemeinschaft.
Doro treibt die Wiedereröffnung der „Disko Bochum“ in den neuen Räumlichkeiten voran. Sie produziert Flyer und übernimmt Teile des Konzepts aus dem Panoptikum: Sie bietet Getränkegutscheine zur Eröffnung an und verdonnert ihren Bruder mit einem energischen „Georg, Shirt aus!“ dazu, oberkörperfrei an der Bar zu stehen. Die Disko platzt am ersten Abend aus allen Nähten. Robert und Eli tanzen ebenfalls auf der vollen Tanzfläche.
Friedlich schlafend bekommt Matthias von den nächtlichen Umtrieben seiner Frau Doro nichts mit.
Der Panoptikum-Betreiber A.K. berichtet seiner Mutter, Frau Kallwich, von der neuen starken Konkurrenz. Diese empfängt in ihren Privaträumen Robert zu erotischen Diensten.
Folge 3
Doro bringt es noch immer nicht übers Herz, Matthias von der vorgetäuschten Schwangerschaft zu erzählen.
Wirklich schwanger ist dagegen Alex. Georg lernt in der WG den Vater kennen: den Hippie Manfred. Der erfährt durch Alex nun erstmals von seiner Vaterschaft.
Georg, der sich unerlaubt von der Truppe entfernt hat, muss erfahren, dass die Bundeswehr seinen Antrag auf Befreiung vom Militärdienst abgelehnt hat. Das Führen einer Kneipe wird nicht als dringliche Familienangelegenheit akzeptiert. Die Feldjäger tauchen in der WG auf, um Georg mitzunehmen. Doch Manfred behauptet, dieser habe sich nach West-Berlin abgesetzt, wo keine Wehrpflicht besteht.
Doro spielt inzwischen tagsüber die brave Hausfrau und feiert nachts in der gut laufenden „Disko Bochum“. Sie bietet Robert an, Eli beim Finale des Tanzwettbewerbs zu ersetzen, da diese nicht teilnehmen kann. Robert reagiert zunächst skeptisch, trainiert dann aber doch mit ihr.
Eli und Georg küssen sich während des Disko-Abends. Als die beiden zusammen in der WG auftauchen, reagiert Aleks zickig. Auch Georg giftet Aleks an. Nicht lange später versöhnen sich beide wieder.
Doros Vater und ihr ältester Bruder Frank erfahren durch die Flyer vom Wiederaufleben des Diskobetriebs. Doch sie scheitern damit, der Sache ein Ende zu bereiten, weil Tante Bertha ein Machtwort spricht.
Jack holt Johanna nach einem ihrer Flüge ab. Sie begegnet ihm mit ihren Kollegen und reagiert sehr reserviert. Sie hat ihnen gegenüber ihren Freund nicht einmal erwähnt. Sie rechtfertigt sich später, als sie alleine sind.
Robert schläft erneut gegen Geld mit Frau Kallwich. Als er die Vorzüge des Westens gegenüber der DDR erwähnt, behauptet sie, noch nie dort gewesen zu sein. Robert will das heimlich in ihrem Pass überprüfen, wird dabei jedoch von deren Sohn A.K. erwischt und des Hauses verwiesen.
Matthias deckt sowohl Doros Disko-Machenschaften als auch ihre Schwangerschaftslüge auf. Der Streit eskaliert. Er ohrfeigt sie. Doro schließt sich ein und flieht aus der Wohnung.
Folge 4
Doro hat sich entschieden, ihr spießiges Eheleben hinter sich zu lassen. Beim Finale des Tanzwettbewerbs im Panoptikum entdeckt sie, dass Eli doch zur Verfügung steht. Robert will zunächst mit Eli tanzen, doch diese lässt Doro den Vortritt. Sie gewinnt zusammen mit Robert das Preisgeld. Nach dem Sieg schlägt A.K. Robert vor dem Panoptikum zusammen.
Robert erzählt Doro von seiner Vergangenheit in der DDR: Seine Mutter hat ihn als kleinen Jungen bei der Flucht an der deutsch-deutschen Grenze zurückgelassen. Er zeigt ihr, wo er wohnt.
Alex bekommt mitten in der Nacht vermeintlich einen Blasensprung. Manfred lässt sie im Stich, während Georg sofort mit ihr zum Krankenhaus fährt. Es stellt sich heraus, dass es ein Fehlalarm war. Alex wirft Manfreds Klamotten und dann ihn selbst aus der WG.
Doro setzt bei Georg durch, dass er ihr die Hälfte der Einnahmen aus der Disko gibt.
Doro sucht Robert in seiner Wohnung auf. Es kommt zum Sex.
Georgs Mutter teilt ihm mit, dass er vom Militär gesucht wird, sie ihn aber nicht verraten hat.
Robert erkennt, dass Frau Kallwich die Person ist, die damals zusammen mit seiner Mutter in den Westen geflohen ist und ihn zurückgelassen hat.
In der Disko ist Georg mit Eli unterwegs. Alex greift sich das Mikro und singt ein Lied, um die Aufmerksamkeit auf sich zu ziehen. Georg und Alex versichern sich schließlich gegenseitig, dass ihnen ihre Freundschaft wichtiger ist als ihre Beziehungen.
A.K. taucht in der Disko Bochum auf, um sich die Konkurrenz anzuschauen. Er hält sich gegenüber Doro bedeckt, welche Rechnung er mit Robert offen hat.
Von Eli erfährt Doro, dass Robert nicht nur mit ihr schläft.
Folge 5
Von Doro direkt angesprochen, gibt Robert zu, dass er neben ihr mit nur einer anderen Frau schläft, allerdings gegen Geld. Doro ist enttäuscht. Sie hat gedacht, sie würden ehrlich miteinander umgehen. Robert zeigt ihr auf, dass auch sie in ihrem Leben nicht immer ehrlich ist. Sie gehen im Konflikt auseinander.
Das Rendezvous zwischen Eli und Georg endet für beide unbefriedigend: Sie will endlich auch einmal ehrlich geliebt werden, glaubt aber, Georg könne nur für Alex wahre Liebe empfinden.
Zwei Polizisten erscheinen zu später Stunde in der Kneipe und wollen einen Schnaps nach dem anderen trinken. Robert gibt sich als ihr Ehemann aus und rettet sie aus der Situation. Sie nähern sich wieder an und stellen sich im Scherz vor, wie ihr Leben als Familie aussehen würde.
Johanna trifft am Flughafen Michael Jackson. Sie lässt sich ein Autogramm von ihm geben und macht bei ihm Werbung für die „Disko Bochum“.
Doro holt noch einige letzte Sachen aus ihrer Wohnung und vergnügt sich dann in Roberts Liebesnest mit ihm. Per Zufall entdeckt sie in einer Schachtel Roberts alte Erinnerungen. Robert ist verärgert, dass sie in seinen Sachen herumschnüffelt, und bittet sie zu gehen.
Während eines Fluges verderben sich Pilot und Kopilot den Magen. Johanna übernimmt die Steuerung und landet den Flieger.
Frau Kallwich erfährt von Robert von ihrer gemeinsamen Vergangenheit: Sie ist damals bei dem Fluchtversuch mit seiner Mutter ebenfalls beteiligt gewesen. Nun offenbart sie, dass sie den Anstoß gegeben hat, ihn zu opfern, damit der Mutter und ihr die Flucht gelingt.
Michael Jackson tritt tatsächlich in der „Disko Bochum“ auf. Als A.K. erscheint und Johanna Feuer gib, ereignet sich kurze Zeit später eine Explosion. Die Disko brennt völlig aus. Noch auf der Straße, vor der brennenden Disko, setzen bei Alex die Wehen ein.
Doro will A.K. zur Rede stellen und bedroht ihn mit einer zerschlagenen Flasche.
Folge 6
Frau Kallwich, die Mutter von A.K., greift ein und entwaffnet Doro. Sie macht Doro ein Kaufangebot für die Disko-Ruine. Doro lehnt ab.
Georg gibt sich im Krankenhaus als Vater der neugeborenen Tochter von Alex aus.
Tante Bertha übergibt Doro ihre Besitzanteile an der zerstörten Kneipe und motiviert sie für die Zukunft.
Die Fluggesellschaft bedankt sich bei Johanna für ihren wagemutigen Einsatz in der Luft. Weiterhin verwehrt sie ihr jedoch die Pilotinnenausbildung. Daher möchte sie ihr Glück in den USA versuchen.
Alex möchte zusammen mit Georg und ihrer Tochter eine Familie werden. Glücklich willigt er ein.
Doros Eltern feiern das 100-jährige Jubiläum ihres Feinkostgeschäftes. Auf der Feier erscheinen die Feldjäger. Sie wollen Georg wegen seiner Fahnenflucht verhaften. Georg setzt sich nach West-Berlin ab.
Auch Robert packt seine Sachen und will die Stadt verlassen. Er verabschiedet sich von Doro.
Doro arbeitet inzwischen im Panoptikum. Sie hat die „Disko Bochum“ nun doch an Frau Kallwich verkauft und arbeitet so ihre restlichen Schulden ab. In einer Diskonacht im Panoptikum stellt sie die Kallwichs vor den Gästen bloß. Deren Disko werde nie ein Herz haben.
Doro klärt Robert über die wahren Motive seiner Mutter während der Flucht auf. Sie hat diese von A.K. erfahren. Sie bittet ihn, doch noch in Bochum zu bleiben.
Nachdem sie erfahren hat, welches Vermögen Eli besitzt, schlägt sie ihr vor, gemeinsam die „Disko Bochum“ wieder aufleben zu lassen.

## Besetzung und Rollen
| Schauspieler            | Rolle                | Rollenbeschreibung                |
| ----------------------- | -------------------- | --------------------------------- |
| Luise Aschenbrenner     | Doro                 | Tochter einer Kaufmannsfamilie    |
| Jannik Schümann         | Robert               | ein aus der DDR geflohener Tänzer |
| Jonas Holdenrieder      | Georg                | Doros Bruder                      |
| Vanessa Loibl           | Johanna              | Doros Schwester                   |
| Julia Jendroßek         | Alex                 | Georgs Freundin                   |
| Emma Drogunova          | Elisabeth            | Roberts Tanzpartnerin             |
| Farba Dieng             | Jack                 | Johannas Freund                   |
| Merlin Sandmeyer        | Frank                | Doros älterer Bruder              |
| Aljoscha Stadelmann     | Gerhard              | Doros Vater                       |
| Jule Böwe               | Barbara              | Doros Mutter                      |
| Susanne Bredehöft       | Tante Bertha         | Doros Tante                       |
| Natalia Wörner          | Frau Kallwich        | Besitzerin der Disko Panoptikum   |
| Moritz Jahn             | Matthias             | Doros Ehemann                     |
| Daniel Christensen      | Jochen               |                                   |
| Jacob Matschenz         | Manfred              | Vater von Alex’ Kind              |
| Florian Kroop           | A.K.                 |                                   |
| Hans Gurbig             | Ludwig               |                                   |
| Svea Amalia van Hasselt | Sabine               |                                   |
| Kata Petõ               | Leitung Kindergarten |                                   |
| Marian Dilger           | Georg als Kind       |                                   |

## Produktion
Die Dreharbeiten fanden im Herbst 2022 in Berlin und Budapest statt. Als Kameramann fungierte Felix Poplawsky, der zuletzt für die Fernsehserien All You Need und Sisi tätig war.
Im Februar 2024 wurde Disko 76 beim Berlinale Series Market vorgestellt. Die Erstausstrahlung auf RTL+ findet seit 28. März 2024 statt. Ab 1. April 2024 wird die Serie auch auf NITRO gezeigt.

## Rezeption
Der Filmjournalist Dieter Oßwald zieht das Fazit: „Die Serie überzeugt durch kurzweilige Unterhaltung und stimmige Atmosphäre. Und  durch einen sexy Jannik, dessen Tanz-Auftritte auch einen Travolta mit Leichtigkeit in den Schatten stellen.“

## Belege
1. ↑  Alina Giese: DISKO 76: UFA Fiction High-End-Serie für RTL+. In: UFA. 31. Januar 2023, abgerufen am 3. Mai 2024.
2. ↑  Susanne von Kessel-Doelle: „Disko 76“ – der deutsche Aufbruch auf den Dancefloor. In: Blickpunkt:Film, 20. März 2024.
3. 1 2  Susanne von Kessel-Doelle: Dance-Feeling der 70er Jahre im Pott. In: Blickpunkt:Film, 29. März 2024.
4. ↑  Berlinale Series Market feiert zehnjähriges Jubiläum. In: berlinale.de, 17. Januar 2024.
5. ↑  DISKOFIEBER IM RUHRPOTT | DISPLAY-Magazin. 26. März 2024, abgerufen am 30. März 2024 (deutsch).